# Villa Cura Brochero

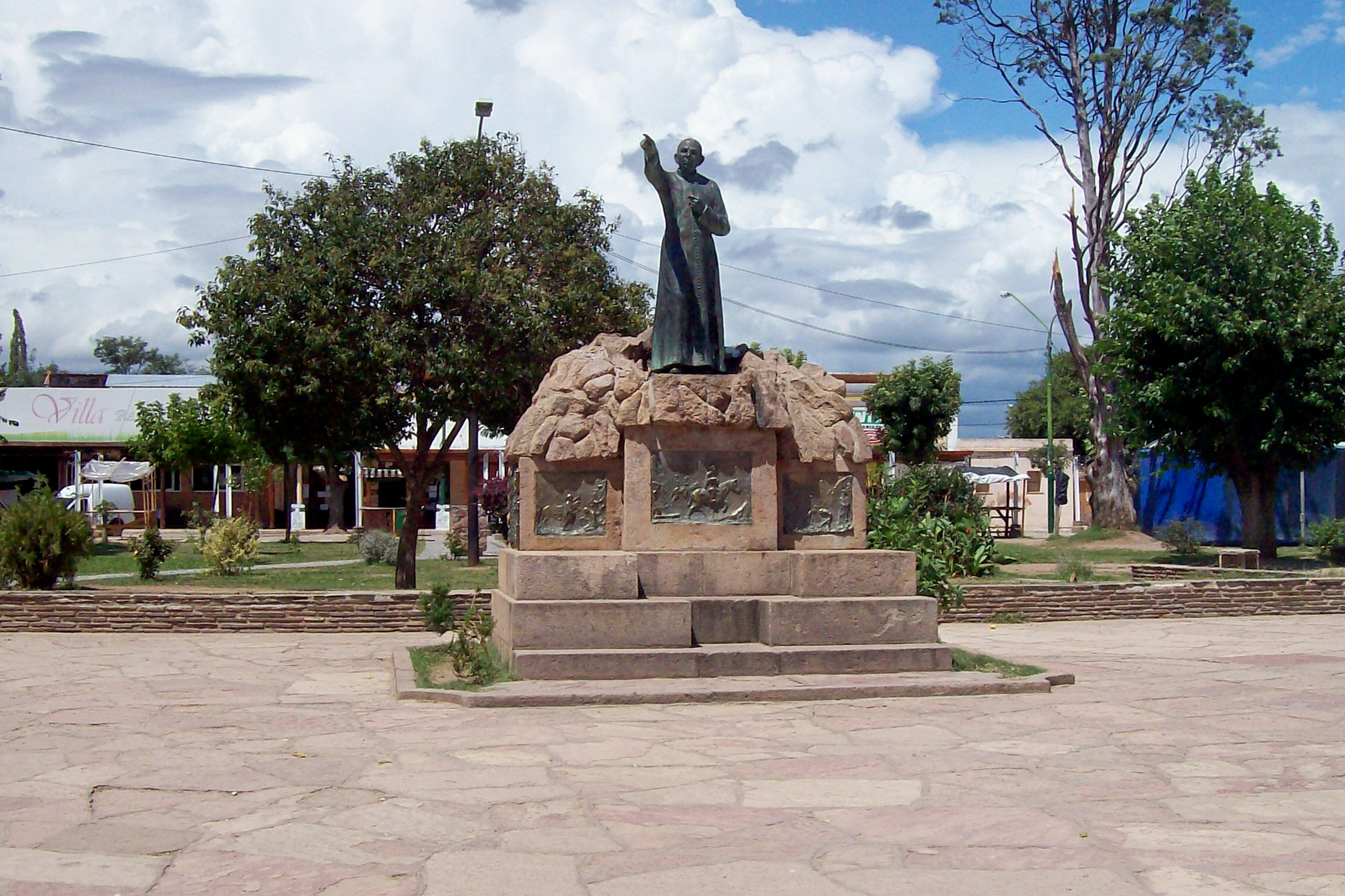
monumento em Villa Cura Brochero

Villa Cura Brochero é um município da província de Córdova, na Argentina.